# Chhatara
Chhatara (nep. छतरा) – gaun wikas samiti w zachodniej części Nepalu w strefie Seti w dystrykcie Bajura. Według nepalskiego spisu powszechnego z 2011 roku liczył on 700 gospodarstw domowych i 3712 mieszkańców (1987 kobiet i 1725 mężczyzn).